# Tupy (Itapetininga)
Tupy é um distrito do município brasileiro de Itapetininga, que integra a Região Metropolitana de Sorocaba, no interior do estado de São Paulo.

## História

### Formação administrativa
- Lei ordinária nº 3.576 de 27/07/1994 - Dispõe sobre a criação do distrito de Tupy, com território desmembrado do distrito sede de Itapetininga[2].

## Geografia

### Demografia

#### População urbana
| Crescimento população urbana | Crescimento população urbana | Crescimento população urbana | Crescimento população urbana |
| Censo                        | Pop.                         |                              | %±                           |
| ---------------------------- | ---------------------------- | ---------------------------- | ---------------------------- |
| 1991                         | 766                          |                              | —                            |
| 2000                         | 1 233                        |                              | 61,0%                        |
| 2010                         | 1 511                        |                              | 22,5%                        |
| Fonte: IBGE e Fundação SEADE |                              |                              |                              |

#### População total
Pelo Censo 2010 (IBGE) a população total do distrito era de 2 319 habitantes.

### Área territorial
A área territorial do distrito é de 78,131 km².

### Rodovias
O principal acesso ao distrito é a Rodovia Raposo Tavares (SP-270).

## Serviços públicos

### Registro civil
Feito na sede do município, pois o distrito não possui Cartório de Registro Civil das Pessoas Naturais.

### Saneamento
O serviço de abastecimento de água é feito pela Companhia de Saneamento Básico do Estado de São Paulo (SABESP).

### Energia
A responsável pelo abastecimento de energia elétrica é a CPFL Santa Cruz (antiga CPFL Sul Paulista), distribuidora do grupo CPFL Energia.

### Telecomunicações
O distrito era atendido pela Telecomunicações de São Paulo (TELESP), que inaugurou a central telefônica utilizada até os dias atuais. Em 1998 esta empresa foi vendida para a Telefônica, que em 2012 adotou a marca Vivo para suas operações.

## Religião
O Cristianismo se faz presente no distrito da seguinte forma:

### Igreja Católica
- A igreja faz parte da Diocese de Itapetininga[14].

### Igrejas Evangélicas
- Assembleia de Deus - O distrito possui congregação da Assembleia de Deus Ministério do Belém, vinculada ao Campo de Sorocaba[15][16].
- Congregação Cristã no Brasil[17].